# 公共料金
公共料金（こうきょうりょうきん、utility bills）とは、公共機関が行う公益事業のサービス利用に応じて消費者が支払う対価である。

## 概要
日本とアメリカ合衆国ではインフラストラクチャーの老朽度・利便性に応じて、大枠が算定される。この考え方は1898年にスミス対エイムズ事件で合衆国最高裁判所が示した判例を基礎とする。利便性を使用価値として客観的に算定することが難しいため、インフラの老朽度ばかりが枠をせばめる物差しとして用いられてきた。このような方法は、ジョン・モルガンによる諸産業の独占とサミュエル・インサルによる強引な電力合理化を許し、原子力発電所の建設ブームを招来した。現在はスマートメーターをふくむスマートグリッドの急速な普及の前提条件である。具体的な計算式を示す。
```
特定の予想原価算定期間におけるサービスコスト＝営業費用＋
減価償却費
＋諸税＋公正価値
[
注 1
]
×公正報酬率
```

## 日本の公共料金
日本行政における公共料金とは、総務省統計局が公表する消費者物価指数の分類として、価格を(1)国会や政府が決定するもの、(2)政府が認可するもの等、(3)地方公共団体が決定するものをいう。
狭義には財政法第3条により国が決定する物のみをいうこともあり、また銀行など金融機関の自動引落の説明では定期的な請求が発生する一部のもののみをいう例もある。消費者物価指数の分類上の品目は、以下の通りである。
| 国会や政府が 決定するもの   | 社会保険診療報酬、介護報酬                                                |
| 政府が認可 するもの         | 電気料金、鉄道運賃、都市ガス料金、 バス運賃、高速自動車料金、タクシー運賃 |
| 政府に届け 出るもの         | 電気通信料金、国内航空運賃、 郵便料金（手紙・はがき）                     |
| 地方公共団体が 決定するもの | 水道料金、 公立学校授業料、公衆浴場入場料                                 |

### 電気・都市ガス・水道
電気料金（東京電力を始めとする電力各社）
都市ガス料金（東京ガスを始めとする都市ガス各社）
水道料金（各地方自治体の水道局）

### 公共サービス
公営・都市再生機構・公社家賃公営家賃 都市再生機構・公社家賃
医療・福祉関連サービス診療代 保育所保育料 介護料
教育関連サービス公立高校授業料 国立大学授業料 公立幼稚園保育料
運輸・通信関連サービス鉄道運賃 バスの運賃 タクシーの運賃 航空運賃 高速自動車国道料金 都市高速道路料金 はがき 封書 速達 書留 小包 固定電話通信料 運送料
家事関連サービス火災保険料 下水道料 し尿処理手数料 粗大ごみ処理手数料 自動車免許手数料 自動車保険料(自賠責)　自動車保険料(任意) 傷害保険料 印鑑証明手数料 戸籍抄本手数料

### その他
教科用図書
たばこ(国産品) たばこ(輸入品)